# Polyrhachis fruhstorferi
Polyrhachis fruhstorferi é uma espécie de formiga do gênero Polyrhachis, pertencente à subfamília Formicinae.